# Склон Койот-Бют
Склон Койот-Бют (англ. Coyote Buttes) — одна из самых популярных природных достопримечательностей плато Колорадо. Он начал формироваться почти двести миллионов лет назад, в Юрском периоде. Оранжево-красные дюны состоят из мягкого песчаника. Благодаря высокому содержанию кальция в почве, они уплотнились, а дожди и ветра создали плавные кривые, образовав закручивающиеся спирали. На северном участке склона, где находится «Волна» (The Wave) — дугообразная впадина, рельефные изгибы которой напоминают движения ветра, — можно наблюдать самые живописные ландшафты.

## Расположение
Склон Койот-Бют находится на плато Колорадо на границе штатов Юта и Аризона на юго-западе США.